# Piotr Fijas
Piotr Władysław Fijas  (* 27. Juni 1958 in Bielsko-Biała) ist ein ehemaliger polnischer Skispringer und heutiger Skisprungtrainer.

## Werdegang
Piotr Fijas begann als Jugendlicher mit dem Skispringen in seinem Heimatclub BBTS Włókniarz Bielsko-Biała. Sein erster Trainer war der Teilnehmer an den Olympischen Winterspielen 1952 Jakub Węgrzynkiewicz. Als 18-Jähriger wurde er 1976 in die polnische Nationalmannschaft berufen, konnte sich jedoch nicht für die Olympischen Spiele in Innsbruck qualifizieren. Seine erste Teilnahme an einem Großereignis war 1978 bei den Nordischen Skiweltmeisterschaften im finnischen Lahti, wo er von der Großschanze den 18. Platz erreichte.
Im März 1979 gewann Fijas in Zakopane erstmals die polnische Meisterschaft. Insgesamt konnte er sich den Titel fünfmal von der Normalschanze und achtmal von der Großschanze erspringen. Darüber hinaus wurde er dreimal Vizemeister und einmal Dritter. Damit ist er hinter Adam Małysz Vizerekordmeister im Winter.
Fijas nahm für Polen dreimal an Olympischen Spielen teil: Lake Placid 1980, Sarajevo 1984 und Calgary 1988. Sein größter olympischer Erfolg war der 7. Platz auf der Normalschanze 1984 in Sarajevo. Nach den Spielen 1988 in Calgary musste er aufgrund einer Verletzung seine Karriere beenden. Insgesamt gewann er drei Weltcupspringen.
Seine größten Erfolge erreichte Fijas jedoch nicht auf den Sprungschanzen, sondern auf den Flugschanzen. 1979 gewann er die Bronzemedaille bei den Skiflugweltmeisterschaften in Planica. 1987 flog er ebenfalls in Planica mit 194 m neuen Skiflugweltrekord. Dieser Weltrekord hielt sieben Jahre.
Momentan ist Fijas Assistenztrainer der polnischen Nationalmannschaft.

## Erfolge

### Weltcupsiege im Einzel
| Nr. | Datum           | Ort        | Typ         |
| --- | --------------- | ---------- | ----------- |
| 1.  | 27. Januar 1980 | Zakopane   | Großschanze |
| 2.  | 9. Februar 1980 | St. Nizier | Großschanze |
| 3.  | 12. Januar 1986 | Liberec    | Großschanze |

## Statistik

### Weltcupplatzierungen
| Saison  | Platz | Punkte |
| ------- | ----- | ------ |
| 1979/80 | 16.   | 73     |
| 1980/81 | 44.   | 16     |
| 1981/82 | 26.   | 31     |
| 1982/83 | 43.   | 12     |
| 1983/84 | 17.   | 57     |
| 1984/85 | 14.   | 69     |
| 1985/86 | 15.   | 84     |
| 1986/87 | 31.   | 24     |
| 1987/88 | 55.   | 08     |

### Weltrekord
| #  | Schanze                         | Ort     | Land        | Weite   | aufgestellt am | Rekord bis    |
| -- | ------------------------------- | ------- | ----------- | ------- | -------------- | ------------- |
| 86 | Velikanka bratov Gorišek (K185) | Planica | Jugoslawien | 194,0 m | 14. März 1987  | 17. März 1994 |

### Schanzenrekord
| Schanze                | Ort       | Land     | Weite   | aufgestellt am   | Rekord bis       |
| ---------------------- | --------- | -------- | ------- | ---------------- | ---------------- |
| Vikersundbakken (K155) | Vikersund | Norwegen | 163,0 m | 15. Februar 1986 | 25. Februar 1990 |

## Trivia
Fijas' Rekord-Sprung wurde zwar als Weltrekord anerkannt, jedoch zum Zeitpunkt des Sprunges nicht mit der tatsächlichen Weite von 194 m, sondern mit 191 m. Die FIS hat damals den Skiflug-Weltrekord bei 191 m „eingefroren“, weil sie glaubte, damit eine mit Gefahren verbundene Weitenjagd zu verhindern. Erst einige Jahre später ist die Weite auch offiziell mit 194 m gewertet worden.